# Özge Sezince Varley

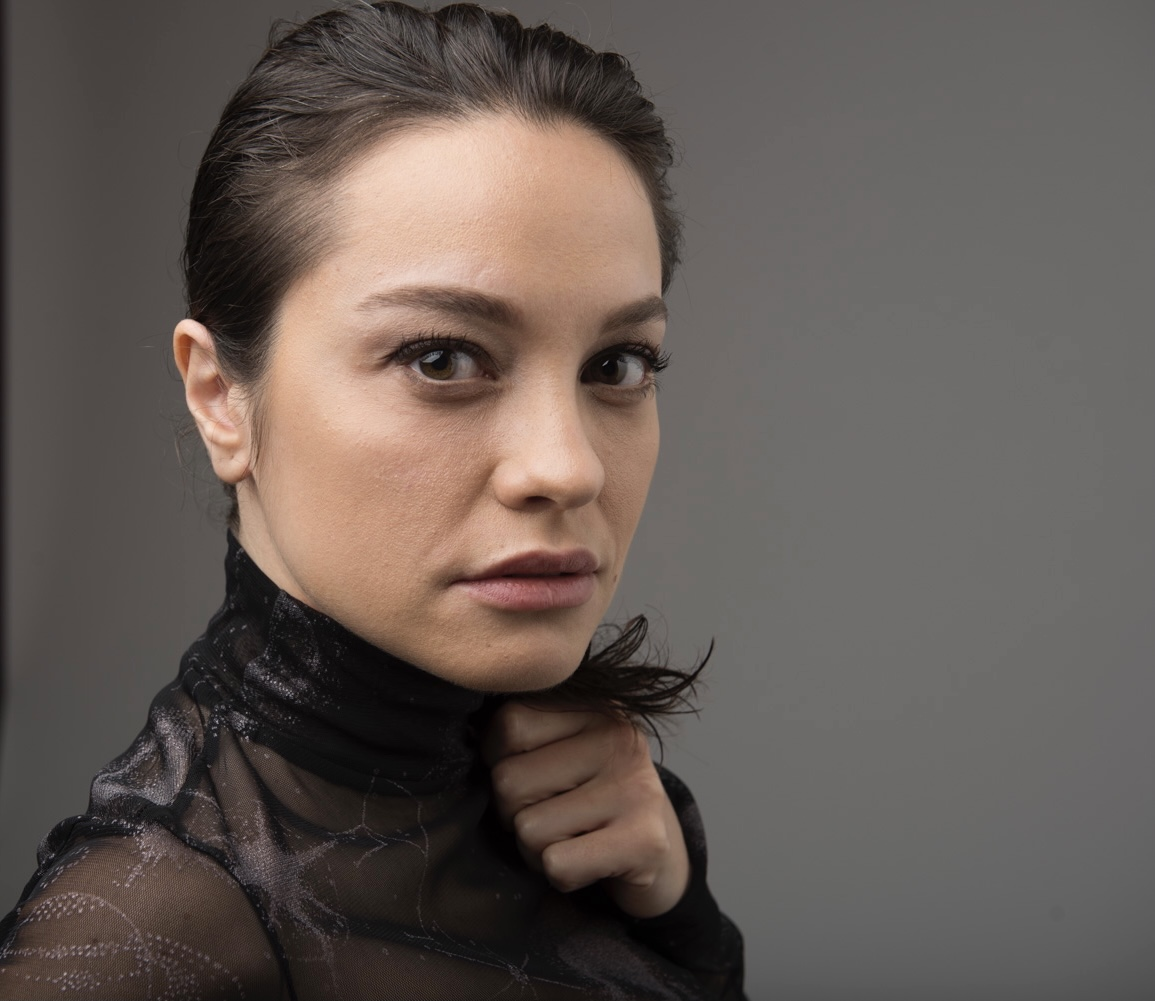
Özge Sezince Varley

Özge Sezince Varley (* 8. Oktober 1986 in Istanbul) ist eine türkische Schauspielerin.

## Leben und Karriere
Varley absolvierte ihr Studium an der Marmara-Universität in der Fakultät für Schöne Künste und Design und erhielt darüber hinaus eine Ausbildung im Schauspiel. Ihre Karriere begann sie mit kleineren Rollen in Serien und Filmen.
Zu ihren bekanntesten Projekten zählen die Fernsehserien Suskunlar, Emanet, Sevda Kuşun Kanadında und Rüya. Sie spielte außerdem in Filmen wie Yolsuzlar Çetesi und Demir Kadın: Neslican, in dem sie die Hauptrolle übernahm.
Seit 2015 ist Varley mit einem britischen Bauingenieur verheiratet und hat zwei Kinder. Neben ihrer Muttersprache Türkisch spricht sie noch fließend Englisch.

## Filmografie
Filme
- 2016: Yolsuzlar Çetesi
- 2016: Bana Normal Aktiviteler
- 2023: Demir Kadın: Neslican

Serien
- 2010–2011: Halil İbrahim Sofrası
- 2012: Suskunlar
- 2013: Osmanlıda Derin Devlet
- 2013–2014: Gönül Hırsızı
- 2014: Ne Diyosuun
- 2014: Emanet
- 2016: Sevda Kuşun Kanadında
- 2017: Yıldızlar Şahidim
- 2017: Rüya
- 2019: Çember: Güven Bana

## Auszeichnungen
- 2016: KKTC VE TÜRKİYE - Yılın en iyileri in der Kategorie „Beste Nebendarstellerin“[4]